# 施泰纳赫河 (罗达赫河支流)
50°10′26″N 11°11′26″E / 50.17389°N 11.19056°E

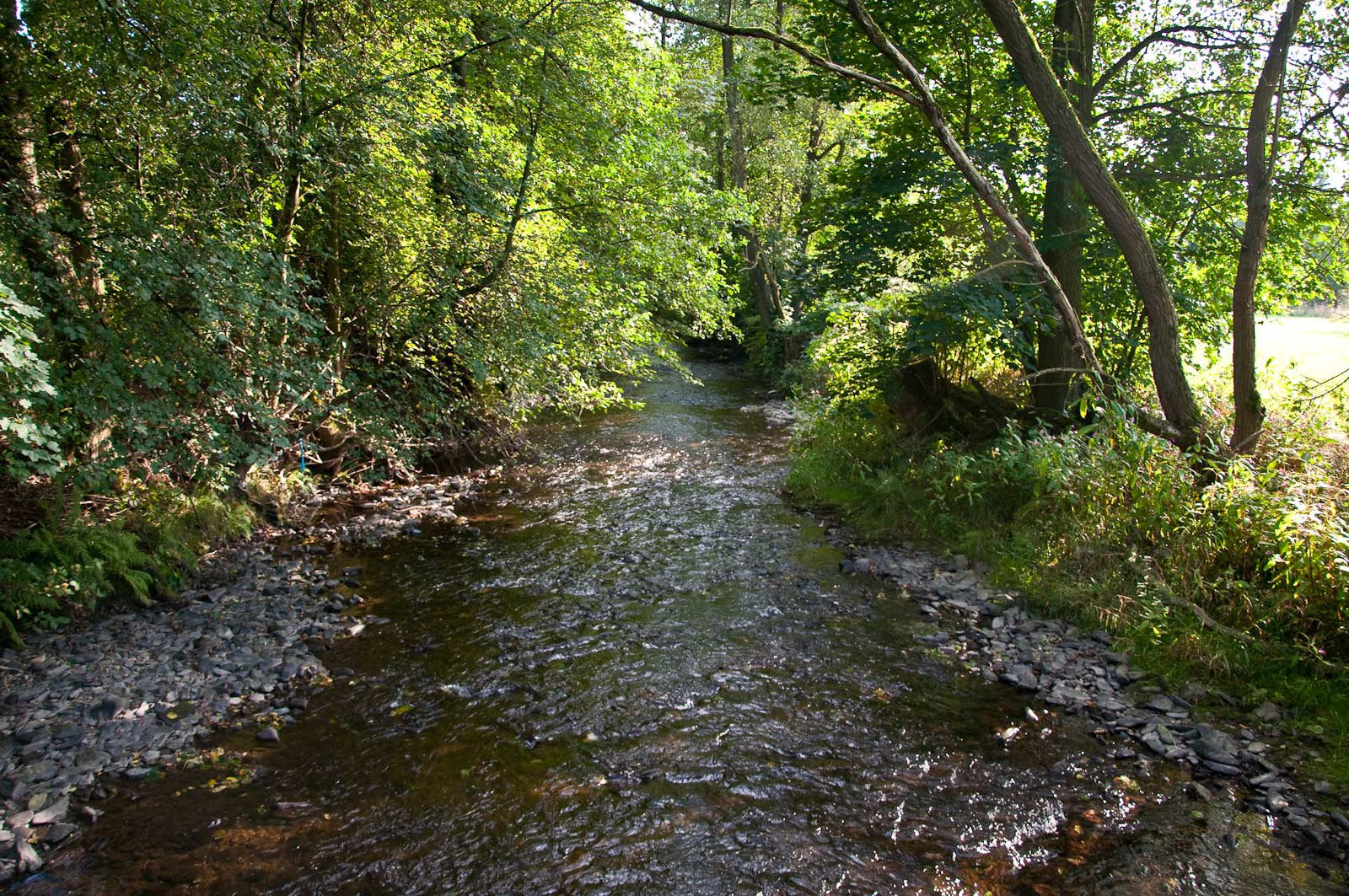
施泰納赫河（羅達赫河支流）

施泰納赫河（德語：Steinach）是德國的河流，位於該國東部，流經巴伐利亞和圖林根，屬於罗达赫河的右支流，河道全長53公里，流域面積286平方公里，發源自倫韋格地區諾伊豪斯附近。